# Giovanni Francesco Anerio
Giovanni Francesco Anerio (ur. około 1567 w Rzymie, zm. 12 czerwca 1630 w Grazu) – włoski kompozytor.

## Życiorys
Był młodszym bratem kompozytora Felice Anerio. W latach 1574–1579 był dyskantystą w Cappella Giulia w Rzymie, następnie od około 1583 roku związany był z Oratorium Filipa Neriego. Od 1584 roku pełnił posługę ostiariusza, a od 1586 roku lektora. W 1595 roku objął funkcję organisty archikonfraterni SS. Crocifisso przy kościele św. Marcelego. Pełnił funkcję kapelmistrza w bazylice św. Jana na Lateranie (1600–1603), kościele Santo Spirito in Sassia (1605–1609), a od 1609 roku w katedrze w Weronie. Po powrocie do Rzymu w 1611 roku został prefektem muzyki w Seminario Romano, a od 1613 do 1620 roku był kapelmistrzem w kościele Santa Maria ai Monti. W 1616 roku otrzymał święcenia kapłańskie.
W 1624/1625 roku przybył do Warszawy, gdzie objął posadę kierownika chóru na dworze króla Zygmunta III Wazy. Zmarł w trakcie podróży powrotnej do Rzymu.

## Twórczość
Należał do przedstawiciel szkoły rzymskiej, przekraczał jednak charakterystyczne dla niej zasady polifonii, łącząc je z zasadami basso continuo. Nawiązywał do twórczości Giovanniego Pierluigiego da Palestriny, nie tylko zapożyczając jego styl, ale też tworząc cieszące się w ówczesnej epoce popularnością opracowanie jego Missa Papae Marcelli na zespół 4-głosowy. Tworzył prawie wyłącznie muzykę religijną, posługując się przy tym głównie mniejszymi formami motetu i koncertu. Swoim Teatro armonico spirituale na 5–8 głosów i basso continuo (wyd. 1619) przyczynił się do rozwoju formy oratorium.
Liczne utwory Aneria drukowano w XVII-wiecznych antologiach. Utwory powstałe podczas pobytu w Polsce, w tym dedykowana królowej Konstancji Missa Constantia na 12 głosów i basso continuo, pozostały w rękopisie.

## Wybrane kompozycje
(na podstawie materiałów źródłowych)
- Il primo libro de madrigali na 5 głosów (wyd. 1599)
- Dialogo pastorale na 3 głosy (wyd. 1600)
- Madrigali na 5–6 i 8 głosów (wyd. 1608)
- Motecta na 1–3 głosy (wyd. 1609)
- Motectorum na 1–6 głosów i basso continuo (wyd. 1611)
- Recreatione armonica. Madrigali na 1–2 głosy i basso continuo (wyd. 1611)
- Litaniae na 7–8 głosów (wyd. 1611)
- Motectorum na 1–6 głosów i basso continuo (wyd. 1613)
- Antiphonae na 2–4 głosy i basso continuo (wyd. 1613)
- Sacri concentus na 4-6 głosów i basso continuo (wyd. 1613)
- Responsoria Nativitatis Domini na 3–4 i 8 głosów oraz basso continuo (wyd. 1614)
- Psalmi vesperarum na 3–4 głosy i basso continuo (wyd. 1614)
- Missarum na 4–6 głosów i basso continuo (wyd. 1614)
- Sacri concentus na 1–6 głosów i basso continuo (wyd. 1617)
- Diporti musicali na 1–4 głosy i basso continuo (wyd. 1617)
- Selva armonica na 1–4 głosy i basso continuo (wyd. 1617)
- Sacrarum cantionum na 1–5 głosów i basso continuo (wyd. 1618)
- Teatro armonico spirituale na 5–8 głosów i basso continuo (wyd. 1619)
- Ghirlanda si sacre rose na 5 głosów i basso continuo (wyd. 1619)
- La bella Clori armonica na 1–3 głosy i basso continuo (wyd. 1619)
- Rime sacre concertate na 2–4 głosy i basso continuo (wyd. 1620)
- I lieti scherzi na 1–4 głosy i basso continuo (wyd. 1621)